# Alhambra (gioco)
Alhambra è un gioco da tavolo in stile tedesco creato da Dirk Henn pubblicato nel 2003 da Queen Games, vincitore del prestigioso premio Spiel des Jahres nel 2003. Il gioco prende il nome dal celebre palazzo dell'Alhambra di Granada e l'ambientazione è proprio quella riguardante la costruzione del complesso.

## Espansioni e altre versioni
A causa del grande successo ottenuto dal gioco nel corso degli anni sono state pubblicate anche 5 espansioni del gioco da tavolo, una versione per la console per videogiochi Xbox 360 e una versione per smartphone Android.

## Premi e riconoscimenti
- 2003
  - Spiel des Jahres: Gioco dell'anno[1];
  - As d'Or: vincitore[2];
  - Deutscher Spiele Preis: 2º classificato[3];
  - International Gamers Awards: gioco nominato nella categoria General Strategy; Multi-player;
- 2005
  - Juego del Año: gioco finalista[4];